# Brachycephalus brunneus
Brachycephalus brunneus es una especie de anfibio anuro de la familia Brachycephalidae. Es endémico en Brasil y se conoce sólo en Pico Caratuva, Campina Grande do Sul, Paraná. Se encuentra en la espesa hojarasca del bosque atlántico y es diurno, activo especialmente de diciembre a febrero. Su hábitat natural son los bosques montanos húmedos tropicales o subtropicales.
Está amenazado por la pérdida de hábitat para pastos para ganado y agricultura como caña de azúcar, café y árboles exóticos.

## Distribución geográfica
Esta especie es endémica del estado de Paraná en Brasil. Habita entre los 1300 y 1600 m sobre el nivel del mar en el pico Caratuva en Campina Grande do Sul.

## Descripción
Los machos miden de 9,3 a 11,3 mm y las hembras de 10,9 a 12,0 mm.

## Publicación original
- Ribeiro, Alves, Haddad & Reis, 2005 : Two new species of Brachycephalus Guenther, 1858 from the state of Parana, southern Brazil (Amphibia, Anura, Brachycephalidae). Boletim do Museu Nacional, Nova Série, Zoologia, vol. 519, p. 1-18[5]